# اريكا ماروزسان
اريكا ماروزسان (بالمجرية: Erika Marozsán)‏ هي ممثلة مجرية ولدت بتاريخ 3 أغسطس 1972.

## وصلات خارجية
اريكا ماروزسان على موقع IMDb (الإنجليزية)
- اريكا ماروزسان على موقع روتن توميتوز (الإنجليزية)
- اريكا ماروزسان على موقع ألو سيني (الفرنسية)
- اريكا ماروزسان على موقع ميوزك برينز (الإنجليزية)
- اريكا ماروزسان على موقع تيرنر كلاسيك موفيز (الإنجليزية)
- اريكا ماروزسان على موقع أول موفي (الإنجليزية)
- اريكا ماروزسان على موقع ديسكوغز (الإنجليزية)
- اريكا ماروزسان على موقع قاعدة بيانات الفيلم (الإنجليزية)
- اريكا ماروزسان على موقع كينوبويسك (الروسية)